# ねずみくん
『ねずみくん』は、日本の絵本作品のシリーズ名およびそれに登場するキャラクター。文はなかえよしを、絵は上野紀子が担当している。出版社はポプラ社。ねずみくんとその仲間たちとの日常が描かれている物語。1974年に「ねずみくんのチョッキ」が刊行されて以後、シリーズ化されている。2021年1月時点でシリーズ累計発行部数は400万部を突破している。

## キャラクター
ねずみくん
主人公。年齢は6歳（小学1年生になったばかりくらい）。お母さんに編んでもらった赤いチョッキを着ている。その赤いチョッキはトレードマークでもある。体は小さいし、怖がり屋で、運動神経もなく力もなく、そのうえ何をしても失敗ばかりだが、優しい性格で友達には人一倍優しく、やるときはきちんとやる一面もある。ねみちゃんのことが大好きで、ねみちゃんといつも一緒にいて、ねみちゃんと一緒に遊ぶのが好きであり楽しい時である。ねみちゃん以外の他の仲間たちと一緒に遊ぶのも楽しい時である。ねみちゃんといつも一緒にいたくて、将来はねみちゃんと同棲し、そして結婚したいことも考えているだとか。歯が自慢で、将来は歯医者になりたいと思ったこともある（『ねずみくん　おおきくなったらなにになる?』より）。一人称は「ぼく」。
なかえよしをによると、身長は2.6センチ（第一作『ねずみくんのチョッキ』で上野紀子が描いた原画での大きさ）。家族構成は明らかにされていないが、「たぶん一人っ子だと思う」とのこと。
ねみちゃん
ねずみくんの同級生で、大好きな友達であり彼女。頭につけている赤い水玉模様のリボンがトレードマーク。ねずみくんと同じく体は小さい。ねずみくんが好きで、好きな理由はねずみくんが人一倍優しいから。ねずみくんと一緒にいてねずみくんや他の仲間たちと遊ぶのが楽しい時である。ねずみくんと一緒に歩くときは必ず手をつなぐ。普段は優しいが怒る時もある。編み物と料理が得意。一人称は「わたし」。
ぞうさん
体が大きく、ねずみくんはそれに憧れている。逆にぞうさんはねずみくんを「自分のことより他の人のことを思える立派な心の持ち主」と称えている。
くまさん
さるさん
てながざるさん
きりんさん
ぶたさん
うさぎさん
ライオンさん
うまさん
たぬきさん
あひるさん
りすさん
かばくん
カンガルーくん
サイくん
いぬくん
とりさん
ペンギンさん
ブルくん
ねずみくんとねみちゃんの友達。
いじわるねこ
いじわるぎつね
いつもいたずらばかりしているが、いつも返り討ちに遭ってしまう。

## シリーズ一覧
シリーズ
1. ねずみくんのチョッキ 1974
2. りんごがたべたいねずみくん  1975
3. サーカスへいったねずみくん 1976
4. そらがとびたいねずみくん 1976
5. また!ねずみくんのチョッキ  1976
6. ねみちゃんとねずみくん 1976
7. きかんしゃとねずみくん 1977
8. ねずみくんねずみくん 1978
9. ねずみくんのたんじょうび 1978
10. またまた!ねずみくんのチョッキ 1979
11. コップをわったねずみくん 1980
12. ねずみくんのひみつ 1981
13. ぞうさんとねずみくん 1982
14. ねずみくんとブランコ 1983
15. とびだせ！ねずみくん　1984
16. ねずみくんとおんがくかい　1987
17. ねずみくんのおともだち 1989
18. ねずみくんのおやくそく 1990
19. ねずみくんといっしょ　1992
20. やっぱりねずみくんのチョッキ　1993
21. とりかえっこ!ねずみくんのチョッキ　1999
22. ねずみくんとホットケーキ 2000
23. ねずみくんとゆきだるま 2001
24. ねずみくんのしりとり 2002
25. なぞなぞねずみくん 2002
26. また!ねずみくんとホットケーキ　2003
27. ねずみくんのクリスマス 2003
28. ねずみくんのプレゼント 2004
29. ねずみくんとおてがみ　2004
30. ねずみくんとかくれんぼ　2005
31. ねずみくんとシーソー　2006
32. ねずみくん　おおきくなったらなにになる?　2007
33. だから!ねずみくんのチョッキ　2008
34. ねずみくん　うみへいく　2009
35. どうしちゃったの!?ねずみくん　2010
36. ごちそうだよ!ねずみくん　2011
37. うそついちゃったねずみくん 2012
38. あめあめふれふれねずみくん 2013
39. へんし～んねずみくん 2014
40. ちっちゃなねずみくん 2015
41. ねずみくんとおばけ 2016
42. ねずみくんといたずらビムくん 2017
43. ねずみくんのうんどうかい 2018
44. ねずみくんはめいたんてい 2020
  - 作画の上野紀子没後初のシリーズ。絵は過去のシリーズのイラストをなかえがパソコンで加工して作成している[6]。『おしりたんてい』に対抗しようと思い、探偵ものにしたという[6]。
45. ねずみくんのピッピッピクニック 2021
  - 上野紀子没後シリーズの第2弾。

しかけ絵本
1. それいけ、ねずみくんのチョッキ 1997
2. ブルくんとねずみくん 1997
3. いじわるねことねずみくん 1998

ミニシリーズ 2000
1. ちいさい、おおきい
2. だーれだ
3. ごあいさつ

単行本
1. ねずみくんのきもち　2007
2. ねずみくんといっしょ ははは 2009

ランチボックス付き絵本
1. ねずみくんの LUNCH BOX 2019

## 制作
なかえと上野は、もともと日本大学の芸術学部に所属しており、上野の方が絵がうまかったため、上野が挿絵を担当した。一方、なかえは物語の組み立てと絵画の制作に通ずるものがあるという理由から、物語の考案を担った。なかえは2020年のダ・ヴィンチとのインタビューの中で、「2人だからできたというよりも、2人でないとできなかった。絵本が不思議なぐらいに向いていたのですね。」と話している。
ねずみくんの絵本の、大きな余白のあるデザインは、なかえよしをが広告代理店勤務時代に見たフォルクスワーゲンの広告「Think Small」がヒントになっている。また、テクストも形容詞や副詞などは極力使えず、会話体に限定している。
2019年に上野が亡くなったため、『ねずみくんはめいたんてい』および『ねずみくんのピッピッピクニック』は、過去のシリーズのイラストをなかえがパソコンで加工して作成した。

### キャラクター設定
ねずみくんは、こどものころのなかえがモデルとなっている。また、他のキャラクターは象やライオンなど、身体のサイズが異なる動物がモチーフとなっており、なかえはその理由として動物の方が人間よりも個性がはっきりしていることを挙げている。キャラクターの名前も「ねずみくん」や「ぞうさん」など、単純な名称が多く、混乱防止のため一つの作品の中で同じ種類の動物を2体以上出さないようにしてきた。ただし、『ねずみくんといたずらビムくん』では、マンネリを打破するために、シリーズで初めてねずみくんとねみちゃん以外のネズミのビムくんが登場している。なかえはポプラ社とのインタビューの中で、ビムという名前は「BAD MOUSE（バッドマウス）」ならびに「BLACK MOUSE（ブラックマウス）」の頭文字からとったと説明している。

## 3D映画
『とびだす絵本3D』（とびだすえほんすりーでぃー）は、2010年10月23日公開のポプラ社絵本のねずみくんシリーズと松岡達英著作の絵本5編を読み聞かせ映画として3Dアニメ化した日本映画。キャッチコピーは「ともだちできたらみんなでぴょ～ん」。

### 上映作品
なかえよしを&上野紀子作絵本『ねずみくん』シリーズ
- ねずみくんのチョッキ
- りんごがたべたいねずみくん
- ねずみくん うみへいく

まつおかたつひで作絵本
- ぴょーん
- しりとり

### スタッフ
- 原作 - なかえよしを、上野紀子、まつおかたつひで
- 歌と声 - 堀江美都子
- 総合監督 - たかたまさひろ
- 製作 - 2010『とびだす絵本3D』製作委員会
- 映像企画・制作 - 勝鬨スタジオ
- 3D映像企画 - キュー・テック
- 協力 - ポプラ社
- 配給協力 - メジャー
- 配給 - ローソンエンターメディア